# 速效救心丸
速效救心丸，是《中华人民共和国药典》收载的第一个纯中药滴丸制剂，用於治療冠心病、心絞痛。

## 研发者
速效救心丸由中华人民共和国著名药学专家章臣桂教授研制开发。系國家機密品種
，于1982年上市。

## 生产厂商
生产速效救心丸的厂商主要是津药达仁堂集团股份有限公司第六中药厂。该公司是速效救心丸的主要生产企业，隶属于天津中新药业集团股份有限公司，速效救心丸自上市以来，一向是公司的核心产品。

## 组成功效
速效救心丸由川芎、冰片组成。川芎能促进冠脉血流和微循环，冰片能加速川芎吸收，提升药效。速效救心丸具有行气活血、祛瘀止痛的功效，适用于气滞血瘀型的冠心病、心绞痛、胸闷、憋气等症状。

## 服用方法
建议坐姿含服，4粒放于舌下，必要时嚼碎后含服。避免吞服，吞服会导致起效慢且药效降低。站立或因血压下降引起头晕，平躺则会加重心脏负担。十分钟内症状未缓解，可再次含服。若两次仍无效，疑似急性心肌梗死，需立刻就医。

## 注意事项
口腔干燥时可含少量白开水，但不宜送服。
低血压患者慎用，可能出现眩晕等症状，加重低血压病情。
脾虚胃弱者长期服用，可能会引起肠胃的不适，建议在饭后30分钟服用。